# Симаково (Костромская область)
Симаково — деревня в Костромском районе Костромской области. Входит в состав Середняковского сельского поселения.

## География
Находится в юго-западной части Костромской области на расстоянии приблизительно 5 км на юг-юго-запад по прямой от железнодорожной станции Кострома-Новая в правобережной части района.

## История
Еще в 1840 году была нанесена на карту Шуберта. В 1907 году здесь отмечено было 24 двора.

## Население
Постоянное население составляло 97 человек (1897 год), 121 (1907), 8 в 2002 году (русские 100 %), 37 в 2022.